# Augustin Laffay
Augustin-Hervé Laffay OP (* 27. August 1965 in Mülhausen) ist ein französischer Ordensgeistlicher und Kirchenhistoriker, der seit 2020 Generalarchivar des Predigerordens ist.

## Leben
Laffay studierte Geschichte und Rechtswissenschaften, zwischenzeitlich als Stipendiat der École française de Rome. Nach dem Erwerb der Diplômes d’études approfondies in Religionsgeschichte 1988 und Rechtsgeschichte 1989 promovierte er 1994 an der Universität Lyon III mit einer geschichtswissenschaftlichen Dissertation über Dom Augustin de Lestrange et la réforme du monachisme sous la Révolution, l’Empire et la Restauration.
1995 legte er im Kloster von Marseille seine Profess ab und setzte sein Studium der Philosophie und Theologie fort. Am 23. Juni 2001 wurde er zum Priester geweiht. Seit 2012 wirkt er am Institutum Historicum Ordinis Praedicatorum. Im Januar 2020 wurde er von Ordensmeister Gerard Francisco Timoner auf sechs Jahre zum Generalarchivar der Dominikaner ernannt. Seit 2021 ist er Mitglied des Pontificio Comitato di Scienze Storiche.

## Auszeichnungen
- 2019: Prix Bruno Durand der Académie des sciences, agriculture, arts et belles-lettres d'Aix für Un siècle de vie dominicaine en Provence, 1859–1957 (gemeinsam mit Tangi Cavalin)[3]

## Schriften (Auswahl)
Monografien
- Dom Augustin de Lestrange et l’avenir du monachisme, 1754–1827. Éd. du Cerf, Paris 1998, ISBN 2-204-05645-6 (zugleich: Dissertation).
- Dominique, avant les dominicains. Éd. du Cerf, Paris 2007, ISBN 978-2-204-08550-2.
- mit Henry Donneaud und Bernard Montagnes: La Province dominicaine de Toulouse (XIXe–XXe siècles). Une histoire intellectuelle et spirituelle. Éd. Karthala, Paris 2015, ISBN 978-2-8111-1487-9.

In deutscher Übersetzung von Britta Dörre:
- Die Gründung der Gemeinschaft „Caritas Christi“. Zum Wirken von Juliette Molland und P. Joseph-Marie Perrin OP. Herder, Freiburg [u. a.] 2022, ISBN 978-3-451-39256-6 (französisch: Aux origines de Caritas Christi. 2021).
- mit Gianni Festa: Dominikus und seine Mission. Ursprung und Spiritualität des Predigerordens. Herder, Freiburg [u. a.] 2023, ISBN 978-3-451-39557-4 (französisch: Saint Dominique et sa mission. 2021).

Herausgeberschaften
- mit Gabrielle de Lassus Saint-Geniès: Études d’iconographie dominicaine. Europe occidentale (XVe-XXe siècle). Angelicum University Press, Rom 2017, ISBN 978-88-99616-12-0.
- mit Tangi Cavalin: Un siècle de vie dominicaine en Provence, 1859–1957. Saint-Maximin et la Sainte-Baume. Éd. Arbre bleu, Nancy 2019, ISBN 979-10-90129-30-6.